# Hemma bäst
Hemma bäst (engelska: Failure to Launch) är en amerikansk långfilm från 2006 i regi av Tom Dey, med Matthew McConaughey, Sarah Jessica Parker, Zooey Deschanel och Justin Bartha i rollerna.

## Handling
Tripp (Matthew McConaughey) är en 35-årig man som fortfarande bor hemma. Och vem kan klandra honom? Det är gratis, han har ett fantastiskt rum och en mamma (Kathy Bates) som tar hand om tvätten. Föräldrarna, som har gjort allt för att få honom att flytta, anlitar den vackra Paula (Sarah Jessica Parker) för att ge honom en liten ... knuff. De hade dock aldrig kunnat tro att Tripp skulle knuffa tillbaka!

## Rollista
| Matthew McConaughey    | – Tripp   |
| Sarah Jessica Parker   | – Paula   |
| Zooey Deschanel        | – Kit     |
| Justin Bartha          | – Ace     |
| Bradley Cooper         | – Demo    |
| Terry Bradshaw         | – Al      |
| Kathy Bates            | – Sue     |
| Tyrel Jackson Williams | – Jeffrey |
| Katheryn Winnick       | – Melissa |